# FS Lublin
Lublin is de typeaanduiding van verschillende kleine vrachtwagens, die van 1993 tot 2007 in Lublin gebouwd werden door de Poolse autofabrikanten Fabryka Samochodów Ciężarowych (FSC, vanaf 1991 FS), Daewoo Motor Polska, Andoria-Mot en Intrall Polska. Van 2011 tot 2013 werd een gemoderniseerde versie gebouwd door Fabryka Samochodów Honker (voorheen DZT Tymińscy) en verkocht als Honker Cargo.

## Geschiedenis
In de late jaren 70 en in de jaren 80 werkten de autofabrieken in Lublin en Nysa gezamenlijk aan prototypes van voertuigen met een voor die tijde redelijk moderne vormgeving om een opvolger voor de inmiddels verouderde FSC Żuk en ZSD Nysa te creëren. Op 15 oktober 1993 begon de serieproductie van het model Lublin 33 met de motor 4C90 die 70 pk leverde.
Aanvankelijk werden alleen chassis-cabines met verschillende opbouwen geproduceerd. In 1996 werd ook een turbomotor leverbaar van het type 4CT90 met een vermogen verhoogd tot 90 pk en daarnaast een 2.0 multipoint injectie benzinemotor met 105 pk van General Motors, men produceerde maar een klein aantal auto's met die motor. Een gesloten bestelwagen ging in productie in september 1996 en een jaar later de uitvoering met verhoogd dak.
In 1997 begon de productie van de aanzienlijk gemoderniseerde Lublin II. De auto had een nieuwe transmissie, stuurbekrachtiging, een andere grille, een nieuw dashboard (gemodelleerd op basis van het dashboard van de FSO Polonez Plus) en vele andere kleine veranderingen. Aan het einde van het jaar werd een versie met een maximum gewicht van 3,5 ton en een 2,2 benzinemotor C22 NED met een vermogen van 117 pk van het Australische bedrijf Holden (behorend tot GM) in productie genomen. Van 1997 tot 1999 werd de Lublin ook geassembleerd in de Tsjechische Avia-fabriek.
In 1999 werd de gemoderniseerde Lublin III gepresenteerd met kleine uiterlijke veranderingen, betere bescherming tegen corrosie, een nieuwe versnellingsbak van Kia en een nieuwe aandrijfas. Na het faillissement van de fabriek in het najaar van 2001 nam de motorenfabriek Andoria FSC over en in het voorjaar van 2002 werd de productie van de Lublin hervat.
Eind 2003 verwierf Intrall Polska de rechten om de Lublin te produceren, de productie werd opnieuw opgestart aan het begin van 2004. In 2005 verscheen de gemoderniseerde Lublin 3 Mi. Het nieuwe model kreeg een herziene grille met ronde lampen, de bestelwagen nieuwe achterlichten, richtingaanwijzers en remlichten. Verder werd een 2,8 Iveco-motor van het type 8140.43S met 125 pk leverbaar. In 2006 werd de motor van het type 4CT90 vervangen door de 4CTi90 uitgerust met intercooler en een vermogen toegenomen tot 102 pk. In december 2007 werd de productie stilgelegd als gevolg van het faillissement van Intrall.

### DZT en Honker
Op 16 september 2010 werd door DZT Tymińscy de DZT Pasagon gepresenteerd. Het was een gemoderniseerde Lublin met een aan de voorkant gewijzigd uiterlijk en een sterkere motor ADCR (common-rail) 115 pk van Andoria, die standaard voldoet aan de Euro4-emissienorm. De serieproductie begon op 3 januari 2011. 
In september 2012 veranderde de merknaam van het voertuig in Honker, de typeaanduiding werd Van en vervolgens Cargo. In 2013 werd de productie na 20 jaar en met veel namen en wisselende bedrijven definitief stopgezet zonder opvolger. Drie jaar later vroeg het laatste bedrijf dat een auto onder het merk Honker produceerde, Fabryka Samochodów Honker, het faillissement aan. 

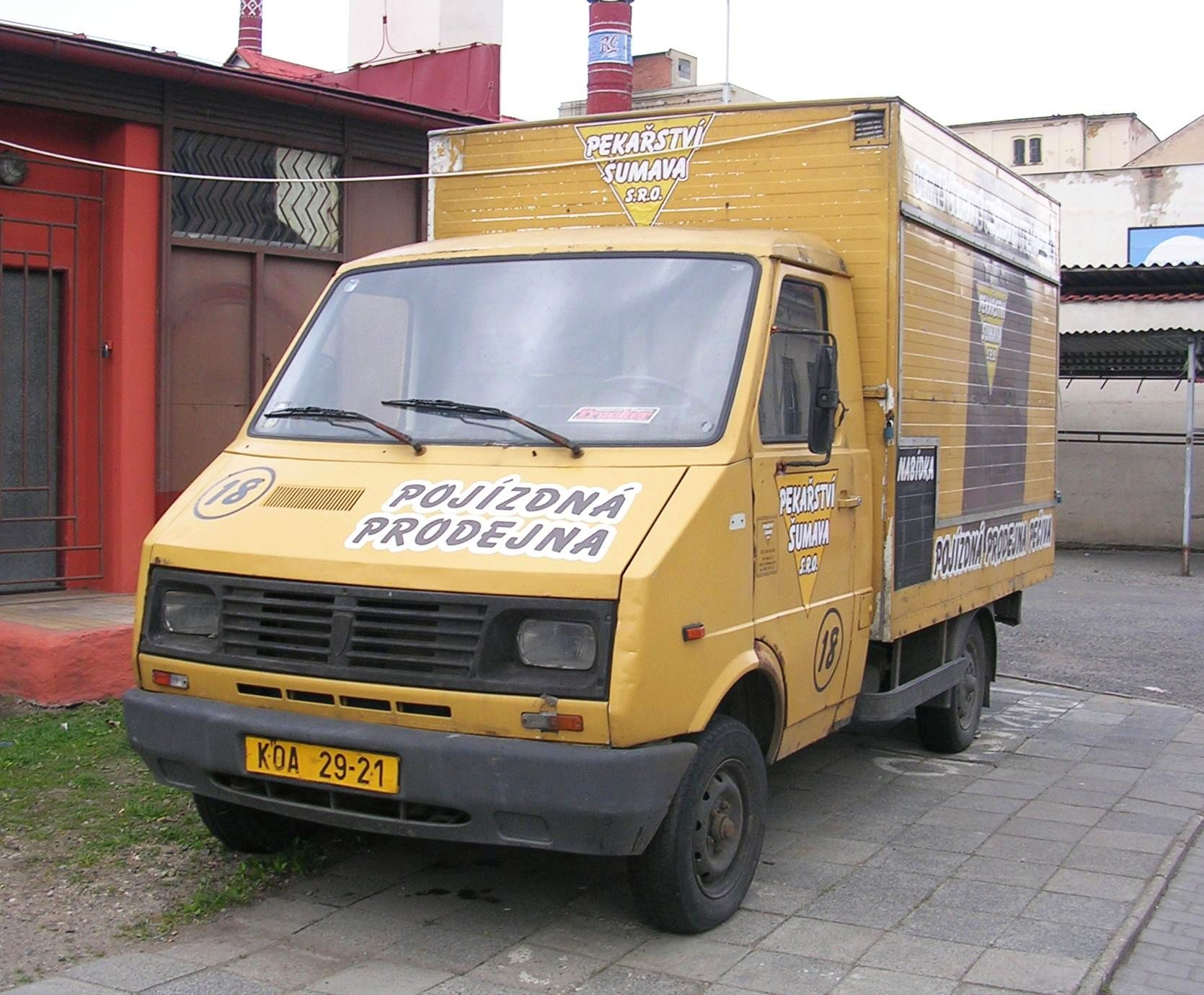
FS Lublin 33
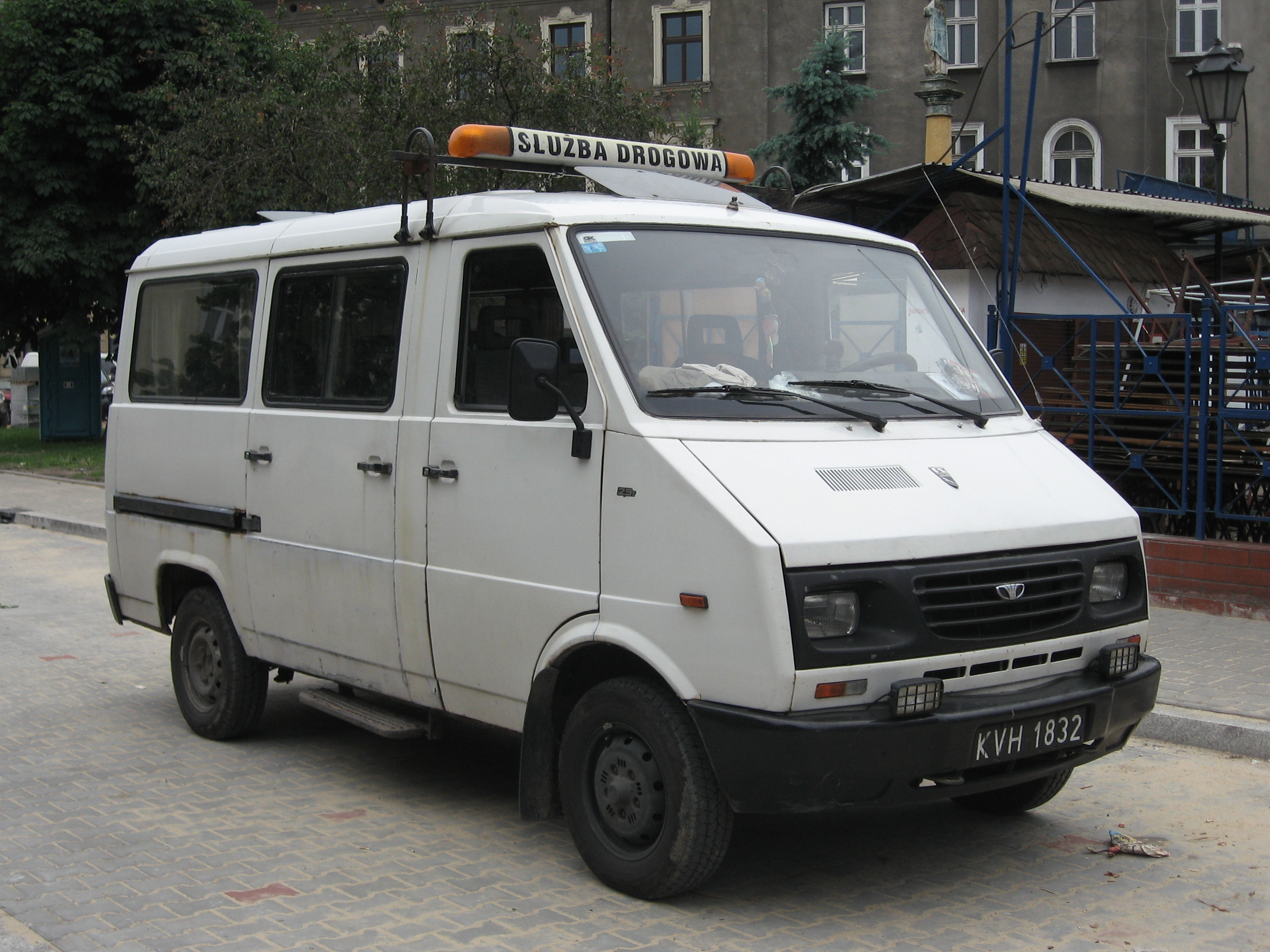
Daewoo Lublin II
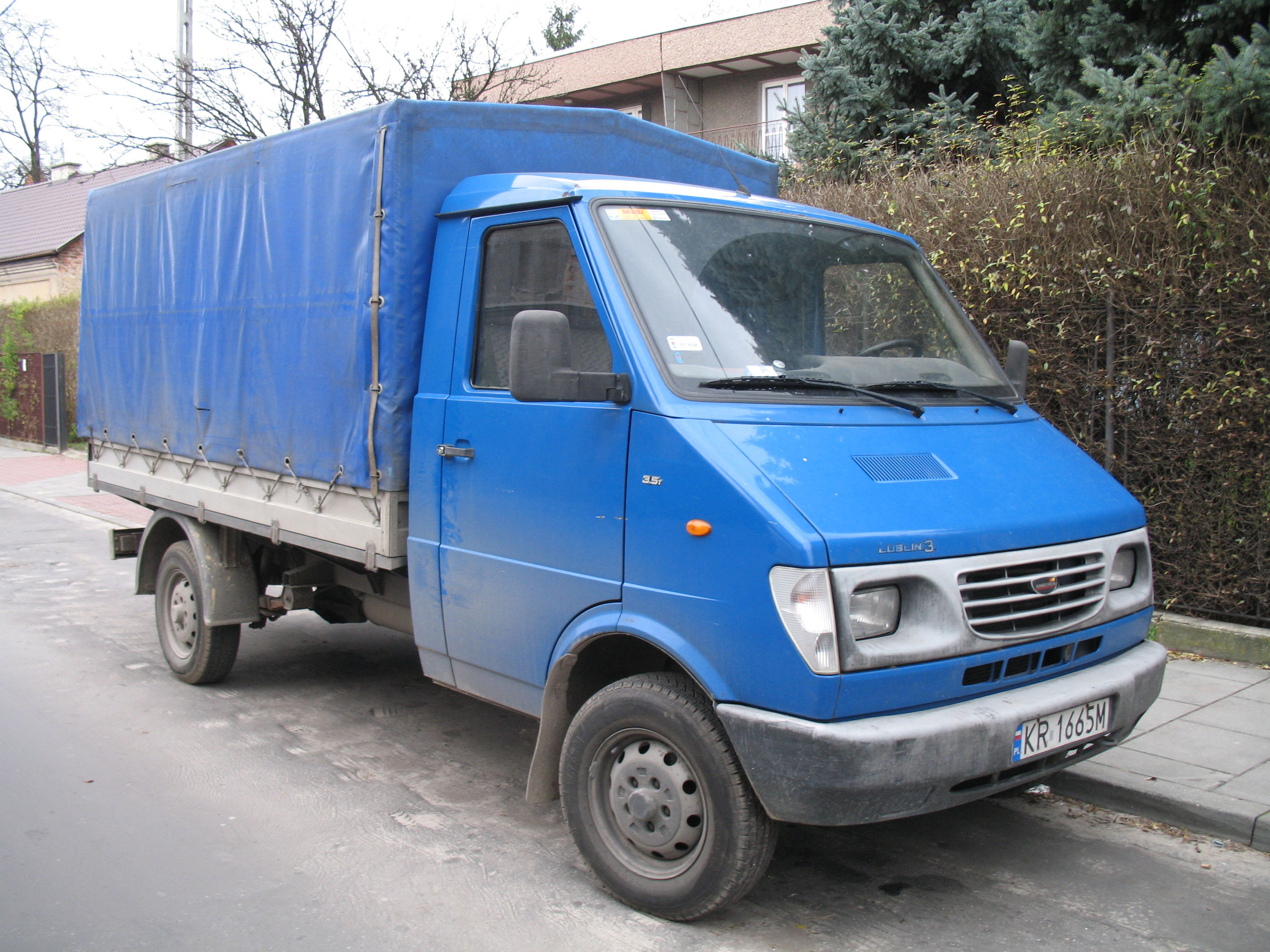
Andoria Lublin III
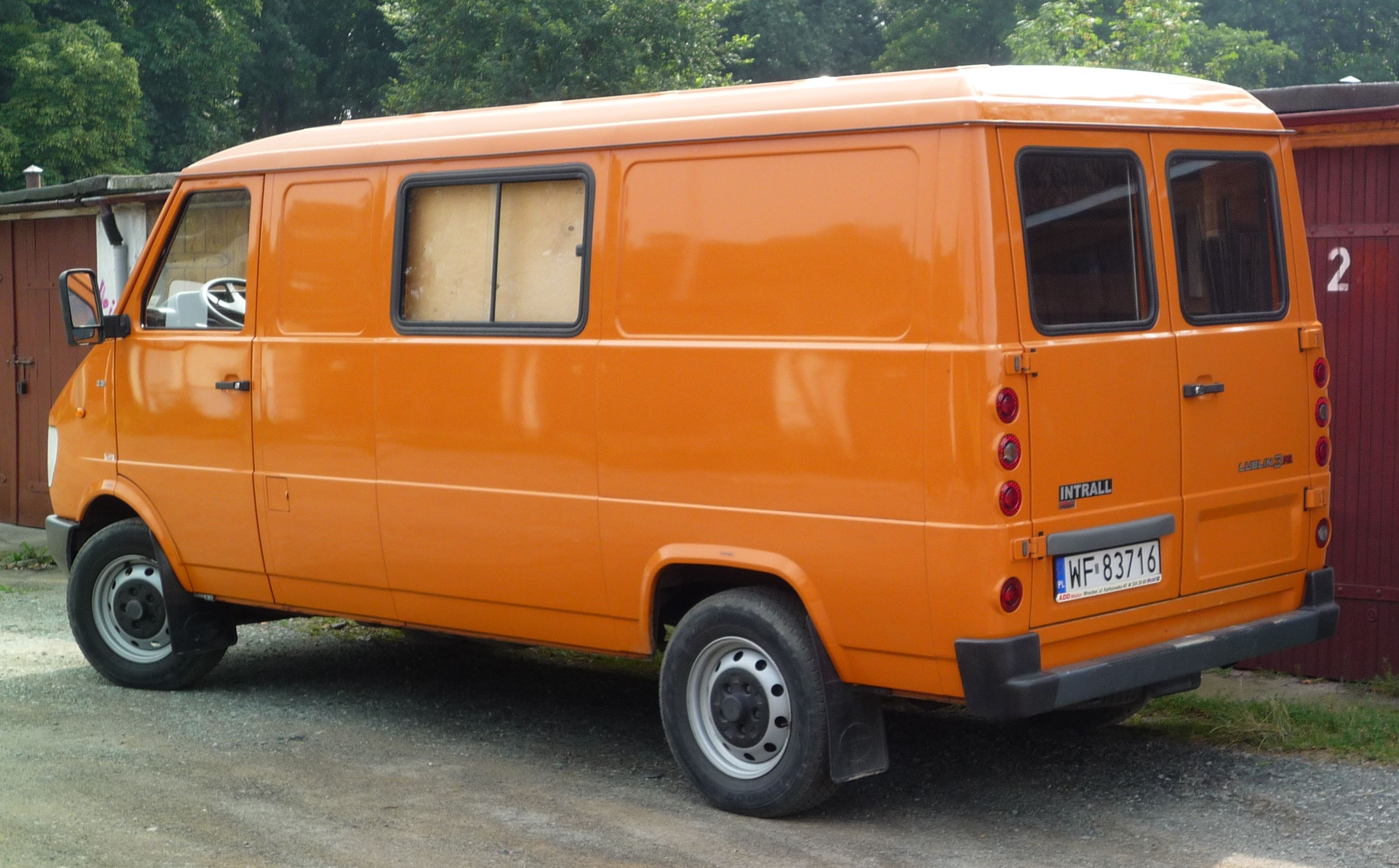
Intrall Lublin 3Mi
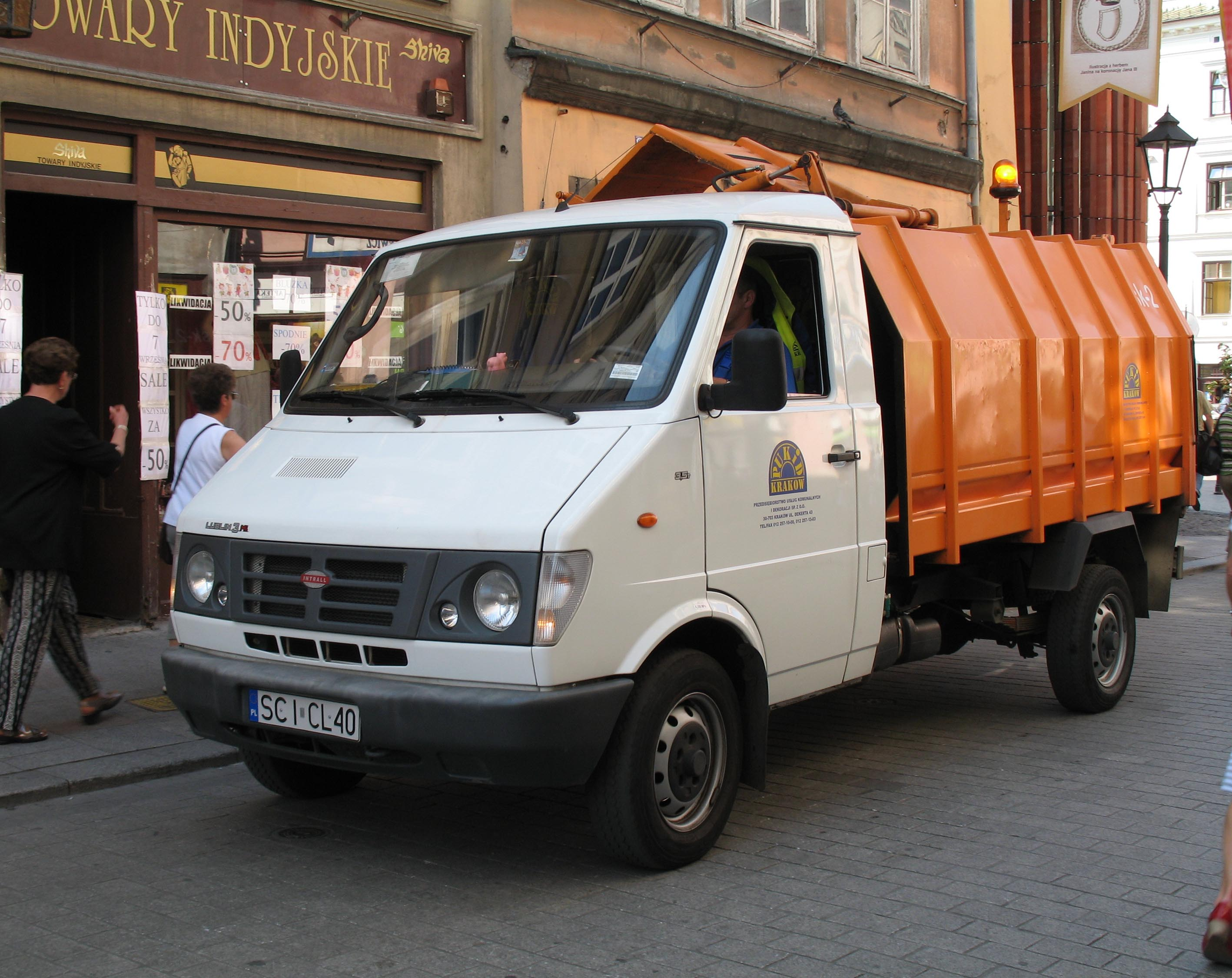
Intrall Lublin 3Mi